# Reserva Biológica do Rio Trombetas
A Reserva Biológica do Rio Trombetas é uma reserva biológica brasileira localizada no município de Oriximiná no Pará, na margem esquerda do rio Trombetas. A reserva foi criada com o intuito de proteger ecossistemas fluviais, tal como populações da tartaruga-da-amazônia (Podocnemis expansa).